# خرق اقتصادي
خرق اقتصادي (بالإنجليزية: Economic breach) مصطلح اقتصادي يقصد به عملية كسر العزلة المادية، الاقتصادية، والأخلاقية لمناطق أو بلدان محددة، تبعا لتطور الوسائل التقنية أو تغير الظروف التاريخية للركود أو التراجع. عادة ما يكون الخرق نتيجة عمل جماعي، وغالبا تقرره السلطات العامة. وهو إما أن يكون ظرفا طبيعي أو مكتسب بناء على حوادث مادية أو اقتصادية، مثل غياب وسائل النقل ووسائل الاتصال. كما ينجم الخرق الاقتصادي عن أعمال كبرى في البنى التحتية لشبكات الاتصال سواء في الطرق المائية، السكك الحديدة، المطارات..وما إلى ذلك. تتبع سياسة الخرق الاقتصادي سياسات دفاعية متعددة، مثل تخفيض كلفة أسعار النقل.